# 莲花街道 (项城市)
莲花街道，是中华人民共和国河南省周口市項城市下辖的一个乡镇级行政单位。

## 行政区划
莲花街道下辖以下地区：
王沟村、韩老家村、韩岭村、刘庄寨村、韩小庄村、小张营村、大张营村和徐楼村。